# 이존록
《이존록》(彛尊錄)은 조선 전기 사림의 영수였던 김종직이 아버지 김숙자의 행적에 관한 기록들을 모아 편집하여 간행한 책이다. 현존하는 것은 연산군 3년(1497년) 그의 조카이자 제자였던 강백진(康伯珍)의 간행본, 1528년 박승임(朴承任)의 간행본, 1709년 밀양 예림서원(禮林書院) 간행본이 있다. 권두에는 1497년에 간행할 당시 조위가 쓴 서문이 있고, 권말에 강백진의 발문이 있다. 목활자본ㆍ목판본ㆍ필사본이 존재한다. 상하2권. 규장각도서.
'이존(이준)'은 원래 '제사 때에 제기로 쓰는 술그릇'이라는 뜻으로, 아들이 아버지에게 바치는 책의 의미를 갖고 있다. 앞부분에 선대 선산 김씨 집안의 계보를 수록한 보도(譜圖)와 김숙자의 일대기를 연표 형식으로 정리한 연기(年紀)를 실었는데, 기존에 선산 김씨의 시조로 여겨지던 김선궁(金宣弓) 대신, 고려 때의 호장이었던 김흥술(金興述)에서부터 계보를 수록한 것은 자신의 족보를 합리적으로 그리고 실증적으로 대하려는 성리학자의 면모를 볼 수 있다. 종유(從遊)ㆍ제의(祭儀)ㆍ가훈 중에서 본받을 만한 것들을 뽑아 사우(師友)ㆍ사업(事業)ㆍ제의 등의 항목을 따로 만들었다. 「사우록」에는 김숙자와 교유했던 황희 이하 21명의 간략한 전기가 기록되어 있어 김숙자의 교유관계를 알 수 있으며, 「선공사업」(先公事業)에는 아버지의 치적을 쓰고 있다.
부록에는 외조부의 행적을 기록한 「외조사재감박공전」(外祖司宰監朴公傳)과 어머니 박씨의 행적을 적은 「선비박영인행장」(先妣朴令人行狀)이 있다. 1709년에 간행된 예림서원본 권말의 간기(刊記)에는 1497년 비로소 이 책을 간행했으나, 임진왜란으로 판목이 불타 100여 년 간 전해지지 않았으며, 이후 예림서원에서 중간했다는 내용을 밝히고 있다. 이 책은 길재의 학통을 계승하고, 아들 김종직에게 학문을 전수하여 영남 사림의 학문적 연원을 이룬 김숙자의 학문과 행적이 나타나 있어서 조선 전기 영남사림을 연구하는 데 중요한 자료가 된다.
밀양의 예림서원에는 김종직이 살아 생전에 지은 글들을 모은 《점필재문집》과 더불어 《이존록》의 목판이 소장되어 있다.

## 같이 보기
- 족보
- 김종직